# 斜方湖角猛水蚤
斜方湖角猛水蚤（学名：Limnocletodes oblongatus）为短角猛水蚤科湖角猛水蚤属的动物，是中国的特有物种。分布于海南等地，一般栖息于中盐度的咸淡水中。